# Kessleria malgassaella
Kessleria malgassaella es una especie de polilla del género Kessleria, familia Yponomeutidae.
Fue descrita científicamente por Viette en 1955.